# Balogh Ernő (zongoraművész)
Balogh Ernő (Budapest, 1897. április 4. – Mitchelville, Maryland, USA, 1989. június 2.) magyar származású amerikai zongoraművész, zeneszerző, kritikus és zenetanár.

## Életpályája
Édesapja polgári iskolai tanár volt. Hétévesen (1904) a budapesti Zeneakadémia növendéke volt, ahol Szendy Árpád, Bartók Béla és Kodály Zoltán tanítványa volt 1904–1912 között. A budapesti Rózsavölgyi Zeneműkiadó a nyolcéves „komponista” szerzeményeit is kiadta (1905). 1912-ben Liszt-ösztöndíjat nyert. 1920–1924 között Berlinben élt; itt tanult, s itt debütált 1920-ban. Európa nagyvárosaiban turnézott 1923–1924 között. 1924-ben az USA-ba emigrált.
Kamarazene-partnerei között találjuk Grace Moore-t, Lotte Lehmannt, Paul Hindemithet és George Gershwint. New York-ban egyengette Bartók Béla első útjait; hangversenyrendezőt, kiadót szerzett neki. Elérte, hogy az ASCAP felvette tagjai közé a nem amerikai állampolgárságú Bartók Bélát. Éveken keresztül fizette a nagybeteg orvosi és kórházi számláit.

## Családja
Szülei: Balog Márk és Mittler Janka voltak. 1936-ban házasságot kötött Malvina Schweizer egyetemi tanárral. 1960-ig éltek New Yorkban, ekkor Washingtonba költöztek.

## Művei
- Rêverie; Danse du Mi-Carême (zenekarra, bemutató: Budapesti Filharmóniai Társ., 1915)
- Divertissement (vonószenekarra)